# Sidney Rivera
Sidney Rivera (Hampton, 15 novembre 1993) è un ex calciatore statunitense naturalizzato portoricano, di ruolo attaccante.

## Carriera

### Club
Ha giocato nella massima serie vietnamita e in quella bengalese, e nelle serie minori del campionato statunitense.

### Nazionale
Nel 2019 ha esordito in nazionale.

## Statistiche

### Cronologia presenze e reti in nazionale
| Cronologia completa delle presenze e delle reti in nazionale ― Porto Rico | Cronologia completa delle presenze e delle reti in nazionale ― Porto Rico | Cronologia completa delle presenze e delle reti in nazionale ― Porto Rico | Cronologia completa delle presenze e delle reti in nazionale ― Porto Rico | Cronologia completa delle presenze e delle reti in nazionale ― Porto Rico | Cronologia completa delle presenze e delle reti in nazionale ― Porto Rico | Cronologia completa delle presenze e delle reti in nazionale ― Porto Rico | Cronologia completa delle presenze e delle reti in nazionale ― Porto Rico |
| Data                                                                      | Città                                                                     | In casa                                                                   | Risultato                                                                 | Ospiti                                                                    | Competizione                                                              | Reti                                                                      | Note                                                                      |
| ------------------------------------------------------------------------- | ------------------------------------------------------------------------- | ------------------------------------------------------------------------- | ------------------------------------------------------------------------- | ------------------------------------------------------------------------- | ------------------------------------------------------------------------- | ------------------------------------------------------------------------- | ------------------------------------------------------------------------- |
| 24-3-2019                                                                 | Bayamón                                                                   | Porto Rico                                                                | 0 – 2                                                                     | Grenada                                                                   | CONCACAF Nations League 2019-2020 - Qualificazioni                        | -                                                                         | 58’                                                                       |
| 5-9-2019                                                                  | Tegucigalpa                                                               | Honduras                                                                  | 4 – 0                                                                     | Porto Rico                                                                | Amichevole                                                                | -                                                                         |                                                                           |
| 10-9-2019                                                                 | Mayagüez                                                                  | Porto Rico                                                                | 0 – 5                                                                     | Guatemala                                                                 | CONCACAF Nations League 2019-2020 - Fase a gironi                         | -                                                                         |                                                                           |
| 15-10-2019                                                                | The Valley                                                                | Anguilla                                                                  | 2 – 3                                                                     | Porto Rico                                                                | CONCACAF Nations League 2019-2020 - Fase a gironi                         | -                                                                         |                                                                           |
| 16-11-2019                                                                | Città del Guatemala                                                       | Guatemala                                                                 | 5 – 0                                                                     | Porto Rico                                                                | CONCACAF Nations League 2019-2020 - Fase a gironi                         | -                                                                         | 58’                                                                       |
| 19-11-2019                                                                | Bayamón                                                                   | Porto Rico                                                                | 3 – 0                                                                     | Anguilla                                                                  | CONCACAF Nations League 2019-2020 - Fase a gironi                         | 2                                                                         |                                                                           |
| 19-1-2021                                                                 | Santo Domingo                                                             | Rep. Dominicana                                                           | 0 – 1                                                                     | Porto Rico                                                                | Amichevole                                                                | 1                                                                         | 72’                                                                       |
| 22-1-2021                                                                 | Città del Guatemala                                                       | Guatemala                                                                 | 1 – 0                                                                     | Porto Rico                                                                | Amichevole                                                                | -                                                                         | 63’                                                                       |
| 24-3-2021                                                                 | San Cristóbal                                                             | Saint Kitts e Nevis                                                       | 1 – 0                                                                     | Porto Rico                                                                | Qual. Mondiali 2022                                                       | -                                                                         | 89’                                                                       |
| 28-3-2021                                                                 | Mayagüez                                                                  | Porto Rico                                                                | 1 – 1                                                                     | Trinidad e Tobago                                                         | Qual. Mondiali 2022                                                       | -                                                                         | 62’                                                                       |
| Totale                                                                    |                                                                           | Presenze                                                                  | 10                                                                        |                                                                           | Reti                                                                      | 3                                                                         |                                                                           |